# I've Got My Captain Working for Me Now

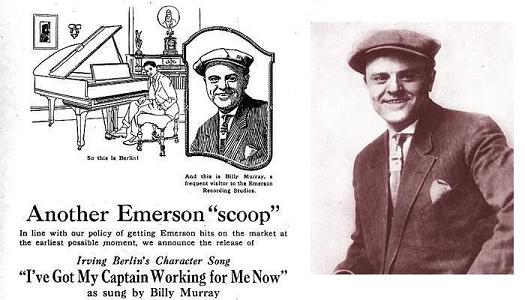
Afbeelding van Billy Murray in een advertentie voor het nummer uit de krant

I've Got My Captain Working for Me Now is een nummer geschreven door de componist Irving Berlin in 1919. 

## Inhoud
Het lied vertelt het verhaal over Johnny Jones, die vorig jaar als first class private diende in het leger, maar nu als manager werkt in het bedrijf van zijn vader. Jones geniet ergens van: de man die vroeger zijn kapitein was is in het bedrijf gaan werken. Nu zijn de rollen omgedraaid: waar Jones in zijn diensttijd naar de orders van zijn kapitein moest luisteren, zit zijn voormalige kapitein nu voor hem te zwoegen.

## Vertolkingen
Het nummer is door verschillende artiesten opgenomen, onder meer door Al Jolson en Billy Murray. Bing Crosby zong het lied in de film Blue Skies uit 1946.